# Sammy Skytte
Sammy Solitaire Siddharta Skytte (Silkeborg, 20 febbraio 1997) è un calciatore danese, centrocampista dell'HB Tórshavn.

## Biografia
È il cugino del giocatore di football americano Andreas Knappe.

## Carriera

### Club
Skytte ha giocato nelle giovanili del Silkeborg, compagine con cui firmato il primo contratto professionistico il 12 agosto 2015, legandosi con un accordo biennale. Ha debuttato in 1. Division – secondo livello del campionato danese – in data 21 ottobre 2015, subentrando a Marcus Solberg nella vittoria per 1-2 arrivata in casa dell'HB Køge. Un infortunio alla spalla patito a maggio 2016 gli ha fatto chiudere la stagione anzitempo. Al termine di quell'annata, comunque, il Silkeborg ha centrato la promozione in Superligaen.
Il 4 novembre 2016 ha avuto pertanto l'opportunità di esordire nella massima divisione locale, sostituendo Mikkel Vendelbo nel pareggio per 0-0 arrivato in casa dell'Aarhus. A dicembre dello stesso anno, ha prolungato il contratto che lo legava al Silkeborg sino alla stagione 2018-2019. Il 10 aprile 2017 ha trovato il primo gol in Superligaen, in una vittoria per 1-3 arrivata in casa dell'Aarhus.
Il 13 giugno 2018, il Midtjylland ha ufficializzato l'ingaggio di Skytte, che si è legato al nuovo club con un contratto quinquennale. Contestualmente, lo stesso club ne ha annunciato la cessione in prestito all'Horsens. Ha giocato la prima partita con questa maglia il 16 luglio, schierato titolare nella vittoria per 1-2 arrivata in casa del Copenaghen.
Tornato al Midtjylland per fine prestito, l'8 luglio 2019 è stata resa nota la sua cessione con la medesima formula ai norvegesi dello Stabæk.
Il 25 febbraio 2020 è passato al Bodø/Glimt a titolo definitivo, legandosi con un contratto quadriennale.
L'11 settembre 2020 ha fatto ritorno allo Stabæk, a cui si è legato fino al 31 dicembre 2023. Il 31 marzo 2022 ha rescisso l'accordo che lo legava al club.

### Nazionale
Skytte ha rappresentato la Danimarca a livello Under-17, Under-18, Under-19, Under-20 e Under-21.

## Statistiche

### Presenze e reti nei club
Statistiche aggiornate al 15 marzo 2024.
| Stagione         | Club              | Campionato       | Campionato | Campionato | Coppe nazionali | Coppe nazionali | Coppe nazionali | Coppe continentali | Coppe continentali | Coppe continentali | Supercoppe | Supercoppe | Supercoppe | Totale | Totale |
| Stagione         | Club              | Comp             | Pres       | Reti       | Comp            | Pres            | Reti            | Comp               | Pres               | Reti               | Comp       | Pres       | Reti       | Pres   | Reti   |
| ---------------- | ----------------- | ---------------- | ---------- | ---------- | --------------- | --------------- | --------------- | ------------------ | ------------------ | ------------------ | ---------- | ---------- | ---------- | ------ | ------ |
| 2015-2016        | Silkeborg         | 1D               | 9          | 0          | CD              | 1               | 0               | -                  | -                  | -                  | -          | -          | -          | 10     | 0      |
| 2016-2017        | Silkeborg         | SL               | 19         | 1          | CD              | 0               | 0               | -                  | -                  | -                  | -          | -          | -          | 19     | 1      |
| 2017-2018        | Silkeborg         | SL               | 23         | 0          | CD              | 5               | 0               | -                  | -                  | -                  | -          | -          | -          | 28     | 0      |
| Totale Silkeborg | Totale Silkeborg  | Totale Silkeborg | 51         | 1          |                 | 6               | 0               |                    | -                  | -                  |            | -          | -          | 57     | 1      |
| 2018-2019        | Horsens           | SL               | 25         | 0          | CD              | 1               | 0               | -                  | -                  | -                  | -          | -          | -          | 26     | 0      |
| ago.-dic. 2019   | Stabæk            | ES               | 13         | 1          | CN              | -               | -               | -                  | -                  | -                  | -          | -          | -          | 13     | 1      |
| feb.-set. 2020   | Bodø/Glimt        | ES               | 11         | 2          | -               | -               | -               | UEL                | -                  | -                  | -          | -          | -          | 11     | 2      |
| set.-dic. 2020   | Stabæk            | ES               | 14         | 0          | -               | -               | -               | -                  | -                  | -                  | -          | -          | -          | 14     | 0      |
| 2021             | Stabæk            | ES               | 15         | 2          | CN              | 3               | 0               | -                  | -                  | -                  | -          | -          | -          | 18     | 2      |
| Totale Stabæk    | Totale Stabæk     | Totale Stabæk    | 42         | 3          |                 | 3               | 0               |                    | -                  | -                  |            | -          | -          | 45     | 3      |
| set. 2022-2023   | Concordia Chiajna | L2               | 3          | 0          | CR              | 1               | 0               | -                  | -                  | -                  | -          | -          | -          | 4      | 0      |
| 2024             | HB Tórshavn       | FD               | 2          | 0          | CF              | 0               | 0               | UCoL               | 0                  | 0                  | SF         | -          | -          | 2      | 0      |
| Totale           | Totale            | Totale           | 132        | 6          |                 | 11              | 0               |                    | -                  | -                  |            | -          | -          | 143    | 6      |